# 日高バイパス (兵庫県)
日高バイパス（ひだかバイパス）は、兵庫県豊岡市日高町土居から同市日高町浅倉を結ぶ、国道312号のバイパス道路である。旧日高町内を通っていたことからこの名が付いた。なお、事業計画上は隣の養父市八鹿町宿南までが事業区間に設定されていた。総延長は4.7kmである。
国道312号と国道482号が重複する、JR山陰本線江原駅前の区間を迂回することを目的に建設された。1990年（平成2年）から整備が開始され、土居西交差点から岩中交差点（国道482号交点）までの北側区間が先行開通、2003年（平成15年）には赤崎交差点まで全通した（2003年開通の南側区間は、日高南バイパスとも呼ばれる）。
同バイパスの開通後、2006年（平成18年）には国道312号の旧区間のうち、但馬日高郵便局前交差点 - 赤崎交差点間が市道に格下げとなった。
なお、土居西交差点から現道への接続区間にはJR山陰本線との平面交差（第三松岡踏切）があり、これを避けるためにさらに北側へ延伸する計画がある。

## 接続する道路
- 国道312号現道（豊岡市日高町土居）
- 兵庫県道1号日高竹野線（豊岡市日高町土居、土居西交差点）
- 国道482号（豊岡市日高町祢布（）、祢布交差点）
- 国道482号（豊岡市日高町岩中、岩中交差点）
- 国道312号現道（豊岡市日高町岩中、赤崎交差点）